# Karl Girgensohn
Karl Gustav Girgensohn, född 22 maj 1875 i Karmel i nuvarande Estland, död 20 september 1925 i Leipzig, var en tysk teolog.
Girgensohn var professor i systematisk teologi i Dorpat 1907–1918, i Greifswald 1919 och i Leipzig 1922. Han författade bland annat Der seelische Aufbau des religiösen Erlebens (1921), Grundriss der Dogmatik (1924), samt Theologische Ethik (utgiven postumt 1926).